# Desa Winduaji (administrativ by i Indonesien, lat -7,32, long 109,06)
Desa Winduaji är en administrativ by i Indonesien.   Den ligger i provinsen Jawa Tengah, i den västra delen av landet, 270 km sydost om huvudstaden Jakarta. Desa Winduaji ligger vid sjön Waduk Penjalin.